# 伊織あい
伊織 あい（いおり あい、1988年5月21日 - ）は、日本のアイドル・女優である。埼玉県川越市出身。川越市立川越高等学校卒業。オンズプロダクション所属。
「お掃除ユニットCLEAR'S(クリアーズ)」総班長、並びに「お掃除ユニット川越CLEAR'S」班長（リーダー）。埼玉県川越市を拠点として活動している。
お掃除検定(掃除能力検定士資格・日本掃除能力検定協会)3級、eco検定(環境社会検定)を取得済み。

## 略歴
2013年
- 9月29日 本川越PePeで開催された川越CLEAR'S(クリアーズ)お披露目ライブにてデビュー

2014年
- 6月4日 川越CLEAR'Sが川越市より「小江戸川越観光親善大使」を委嘱される（川越市観光課）[4][5]
- 9月10日 「お掃除ユニットCLEAR'S」名義の1stシングル「ビ・ビ・ビ・ビューティー!!!」でメジャーデビュー[6]。

2015年
- 3月18日 2ndシングル「ヨゴしたくないcry」リリース。
- 10月21日 3rdシングル「答えしか知らないツライ」リリース。

2016年
- 2月13日 埼玉県より「勝手に埼玉応援隊」に任命される(埼玉県広聴広報課)[7]
- 8月5日「お掃除ユニットCLEAR'S」総班長に就任。副総班長は夏奈子(東京CLEAR'S:当時)。
- 9月21日 4thシングル「キラリ☆NiPPON」リリース。今作よりavex traxに移籍[8]。
- 11月14日 「ホットジョージア応援QUEEN決定戦」にエントリー[9]

2017年
- 6月7日 5thシングル「HEART WASH」リリース。
- 7月 J:COMの『ジモスポ』（埼玉西）のリポーターに起用される(2018年3月まで)。

2018年
- 3月28日　1stアルバム「We are CLEAR'S」リリース。
- 7月11日　プロ野球 埼玉西武ライオンズ－千葉ロッテマリーンズ戦(メットライフドーム)にて始球式を務める[10]。パ・リーグTVにて映像が公開されている[11]。
- 11月16日　1stグラビアDVD「あい want ちゅ！」リリース。

### 2019年
- 6月1日　2ndグラビアDVD「れんあいchu!」リリース。

### 2020年
- 4月4日　勝手に埼玉応援隊仲間のにゃんたぶぅたくまんと歌謡ユニット"悲しげな分度器"（愛とたくま）を結成、デビュー曲「愛の劇場・埼玉ロマンス」を数量限定(500枚)リリース。
- 9月29日　川越CLEAR'Sを卒業。

## 人物
趣味は、マラソン、バドミントン、アニメ
特技は、猫と一方的に会話。愛猫の名前は『シンジ』
アイドルデビューする以前は介護福祉士として7年間勤務していた。
主な資格は、介護福祉士、掃除能力検定3級、eco検定、普通自動車運転免許。
アイドルを始めたのが25歳という遅い年齢であることから、『何歳でも夢は自分次第で叶う!と私のアイドル活動を通して沢山の方に勇気を届けたいです!』と語っている。
LinQの新木さくら、フリーアナウンサー田中みな実のファンである。
落語イベントでは「月虹亭(げっこうてい)にゃんこ」として高座に上がる。
埼玉西武ライオンズファンで特に栗山巧選手を応援している。アイドル応援アプリ『CHEERZ』でのイベントで一位を獲得し、デビューからの夢である西武ドームでの始球式を実現した。
2018年11月16日、初のグラビアDVD「あい want ちゅ！」発売。11月28日のDVD発売イベント(Sofmapモバイル館)ではファンの前で初めての水着姿を披露した。
自らのファンを「イオリアン」と呼称する。飼い猫のシンジのファンは「シンジャ」である。
へそピアスの穴がある。

## CD
「お掃除ユニットCLEAR'S」名義

### シングル
- 「ビ・ビ・ビ・ビューティー!!!」(JVCケンウッド・ビクターエンタテインメント/VERSIONMUSIC)、2014年9月10日発売
全4種：「通常盤」「名古屋版」「東京版」「川越版」
選抜ランキング1位を獲得。次作のセンターに決定。
- 「ヨゴしたくないcry」(JVCケンウッド・ビクターエンタテインメント/VERSIONMUSIC)、2015年3月18日発売
全4種：「通常盤」「初回限定盤/typeA」「初回限定盤/typeB」「初回限定盤/typeC」
「初回限定盤/typeA」は伊織あいメインジャケット版。
選抜ランキング1位を獲得。次作のセンターに決定。
- 「答えしか知らないツライ」(JVCケンウッド・ビクターエンタテインメント/VERSIONMUSIC)、2015年10月21日発売
全4種：「通常盤」「初回限定盤/typeA」「初回限定盤/typeB」「初回限定盤/typeC」
「通常盤」は伊織あいメインジャケット。
選抜ランキング1位を獲得。次作のセンターに決定。
- 「キラリ☆NiPPON」(avex trax)、2016年9月21日発売
全4種：「通常盤」「初回限定盤/typeA」「初回限定盤/typeB」「初回限定盤/typeC」
「通常盤」は伊織あいメインジャケット。
選抜ランキング1位を獲得。次作のセンターに決定。
- 「HEART WASH」(avex trax)、2017年6月7日発売
全4種：「通常盤」「初回生産限定盤【タイプA】」「初回生産限定盤【タイプA】」「初回生産限定盤【タイプA】」
「初回生産限定盤【タイプA】」は伊織あいメインジャケット。
選抜ランキング1位を獲得。次作のセンターに決定。

### アルバム
- 「We are CLEAR'S」(avex trax)、2016年3月28日発売
全2種：「CD盤」「CD+DVD盤」
新曲「Stand Up!! Hands Up!!」のセンターを務める。
選抜ランキングは未発表。

### シングル
- 「愛の劇場・埼玉ロマンス」、2020年4月発売[21]

## DVD
- 「あい want ちゅ！」(グラビジョン) 2018年11月16日発売
DVD版(GRD-090)、ブルーレイ版(GRD-090B)
- 「れんあいCHU！」(グラビジョン) 2019年6月1日発売
DVD版(GRD-095)、ブルーレイ版(GRD-095B)

## 舞台
- 2014年3月   八神静竜：脚本・演出　舞台『月虹』出演 飯星ゆりか役
- 2014年8月   八神静竜：脚本 / なかええみ：演出　舞台『大都会の蝉』 出演 空野みさと役
- 2015年8月   八神静竜：脚本・演出　舞台『ニライカナイ　～ウロボロスの宝玉～』 出演 比嘉ナギ役[22]
- 2017年6月   益永あずみ：脚本 / 中村公平：演出　舞台『ここは私の家だって!』 主演 増田一花役
- 2018年1月   萬浪大輔：脚本・演出　舞台『円盤』 出演  綾部役
- 2019年1月　萬浪大輔：脚本・演出　舞台『超人類』 出演  ナミ役
- 2019年2月　萬浪大輔：脚本・演出　舞台『陰陽師』 出演  橘役

## 出演

### テレビ
- 「ノンストップ！」フジテレビ、2015年8月11日
舞台『ニライカナイ　～ウロボロスの宝玉～』主演の赤坂晃を特集したコーナー
- 「わが街川越」テレ玉、2016年10月1日
「川越まつりの楽しみ方～伝統を守り続けて～」[23]
- 「シャキット！」千葉テレビ、2017年5月29日
舞台『ここは私の家だって!』の宣伝で岩本柚(千葉CLEAR'S ゆず)と出演。
- 「ジモスポ！」J:COM(埼玉西)、2017年6月から2018年3月
地元で頑張る様々なスポーツチームや選手を紹介する番組『ジモスポ！』の体験リポーターを務めた。
以下は取材したスポーツクラブ。
  - 第一回放送、坂戸高校剣道部(剣道)
  - 第二回放送、鶴ヶ島エンジェルス(バドミントン)
  - 第三回放送、細田学園女子バレー部(バレーボール)
  - 第四回放送、志木市空手道連盟向上会(空手)
  - 第五回放送、坂戸還暦古希野球クラブ(野球)
  - 第六回放送、埼玉県立特別支援学校塙保己一学園(フロアバレーボール)
  - 第七回放送、研心会のふじみ野道場(合気道)
  - 第八回放送、朝霞ユニカール同好会(ユニカール)
- 「超時空彩の国S.T.M」テレ玉
川越CLEAR'S「ハイファイラララ」2018年10月度オープニングテーマ
  - 2018年10月17日(第3回)、イベントリポート　ライブの模様。
  - 10月24日(第4回)、アイドルピックアップ　トークコーナー。
  - 12月19日(第12回)、しえなの部屋　伊織と榛名美桜(川越CLEAR'S)が川越の街を案内。
  - 12月12日-26日(第11-13回)、連続ドラマ「ハイスクールZ」主演。榛名が共演。
- 「超時空彩の国S.T.M season 2」テレ玉
  - 2019年5月13日 イベントリポート、ライブの模様。

## ラジオ
「中田ちさと&伊織あい&白石あんなのFUN FUN！かしましラジオ！」
「ラジオブレイク」（後番組）
REDS WAVE 87.3 FM  毎週水曜日22:00~22:55

## 楽曲
- 「シンジアイ」（作詞：伊織あい / 作曲：細渕真太郎）
- 「きみがくれたもの」（作詞：伊織あい / 作曲：細渕真太郎）
- 「愛's Eyes」（作詞：伊織あい / 作曲：細渕真太郎）